# Boconnoc
Boconnoc (kornisch: Boskennek) ist eine Gemeinde in Cornwall, England, etwa 4 Meilen östlich von Lostwithiel. Nach dem Census von 2001 hatte die Gemeinde 122 Einwohner.
Die Gemeinde ist ländlich und ziemlich stark bewaldet. Im Westen grenzt sie an St Winnow, im Süden an St Veep, im Südosten an Lanreath und im Norden an Broadoak.
Die Siedlungen Couch’s Mill and Brooks liegen in der Gemeinde.

## Geschichte
Boconnoc wird im Domesday Book als Bochenod erwähnt. Der erste bekannte Besitzer ist die Familie De Cant im Jahr 1268.
Das derzeitige Boconnoc House steht an der Stelle eines mittelalterlichen Hauses, das nacheinander von den Familien Carminow und Mohun bewohnt wurde. Lord Mohuns Witwe verkaufte das Landgut an Governor Thomas "Diamond" Pitt, einen reichen Kaufmann, der in Indien zu Wohlstand gekommen war und von 1698 bis 1709 für die East India Company Präsident von Madras war. Pitt ist der Vorfahre einer Dynastie von Politikern, die einige Parlamentsabgeordnete einschließt, wie seinen Enkel William Pitt und Urenkel William Pitt der Jüngere. Nach seinem Tode wurde das Landgut an seinen Sohn Robert Pitt und im folgenden Jahr an dessen Sohn Thomas Pitt of Boconnoc vererbt. In der Untersuchung Return of Owners of Land, 1873 wurde Cyril Fortescue of Boconnoc als einer der Top-Ten-Landbesitzer in Cornwall gelistet mit einem Grundbesitz von 20,148 acres (81,54 km²), oder 2,65 % von Cornwall.
Das Landgut hat eine lange Geschichte und schließt den größten landschaftsgärtnerisch gestalten Park in Cornwall ein. Das lokale Cricket Team spielt im Deer Park. 1993 wurde der Film Die drei Musketiere im Landgut gedreht.

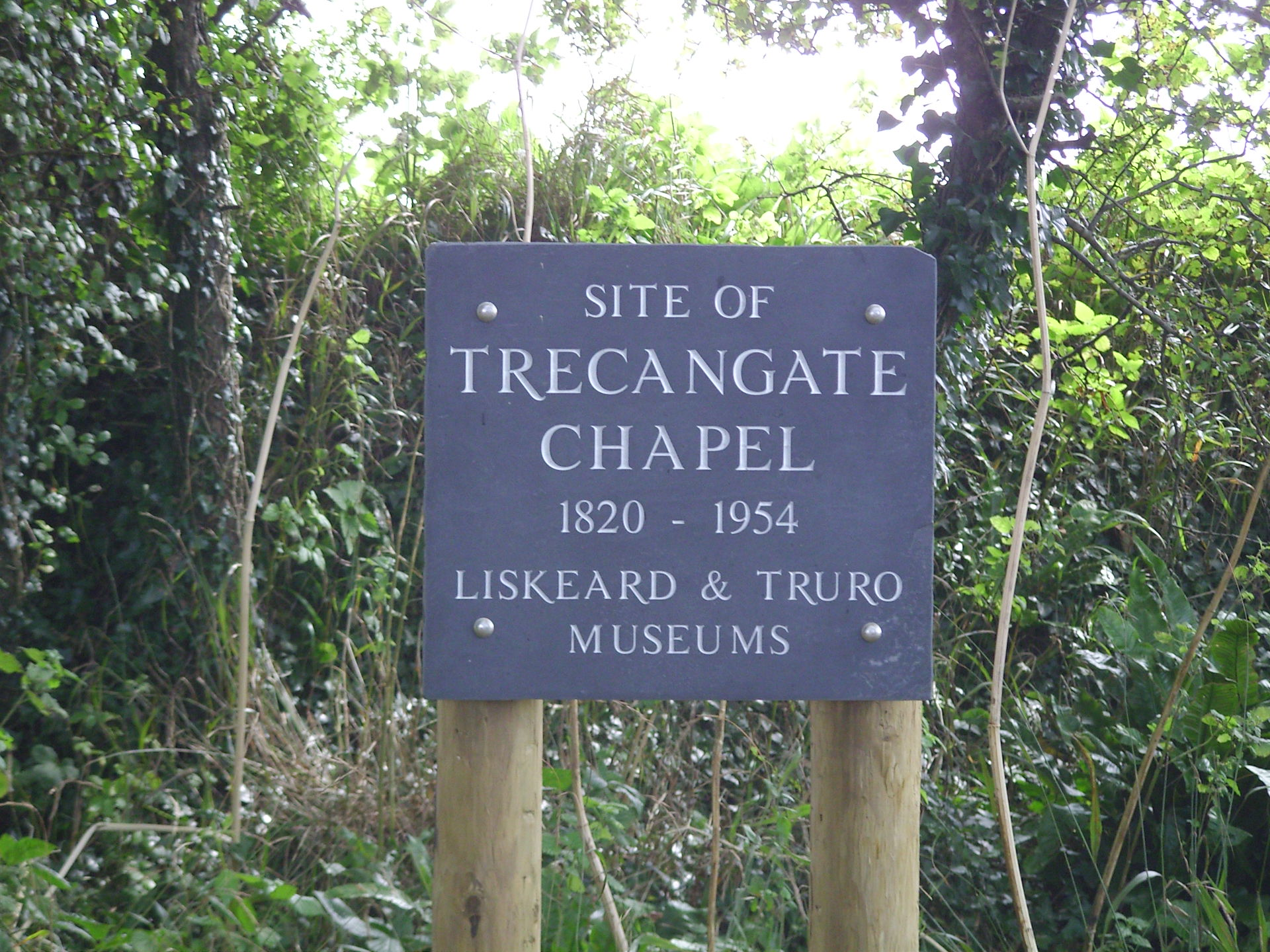
Schild an der Stelle, an der einst Trecangate Chapel stand

In der Siedlung Trecangate stand zwischen 1820 und 1954 eine Kapelle. Sie wurde als Lehmwellerbau errichtet. Ein Schild weist seit 2009 auf ihren ehemaligen Standort hin.

## Boconnoc House
Das Grade II denkmalgeschützte Boconnoc House wurde im 18. Jahrhundert von der Familie Pitt gebaut: Ein Flügel wurde um 1721 von Thomas Pitt, dem Gouverneur von Madras, gebaut und der andere 1772 von Thomas Pitt, 1. Baron Camelford. Die beiden Flügel sind L-förmig innerhalb eines elegant angelegten Garten aufgestellt. Auf einem Hügel hinter dem Haus gibt es eine Obelisken zur Erinnerung an Richard Lyttelton (1771). Im 19. Jahrhundert gelangte das Landgut in den Besitz der Fortescues, die 1883 wichtige Änderungen am Gebäude vornahmen. Es gibt außerdem einige neuere Ergänzungen, und der Südflügel wurde 1971 abgerissen. Die Gemeindekirche hinter dem Haus ist relativ klein. Sie hat eine interessante Frontfassade aus dem 15. Jahrhundert und ein Denkmal für Penelope Mohun, 1637.

## Töchter und Söhne der Gemeinde
- Thomas Pitt, 2. Baron Camelford of Boconnoc (1775–1804), Peer und Seeoffizier

### Landgut
Das Landgut am River Lerryn, hat ein Wildgehege, einen See sowie land- und forstwirtschaftlich genutzte Flächen. Teile des Landguts heißen Boconnoc Park (Important Plant Area) und Boconnoc Park & Woods (Site of Special Scientific Interest) und sind für ihren Artenreichtum bekannt.